# Parndorf
Parndorf (kroatiska: Pandrof, ungerska: Pándorfalu) är en ort och kommun i Österrike. Den ligger i distriktet Neusiedl am See i förbundslandet Burgenland, i den östra delen av landet, 40 km sydost om huvudstaden Wien. 